# Peruviaanse Democratische Beweging
De Peruviaanse Democratische Beweging (Movimiento Democrático Peruano, MDP) was een politieke partij in Peru.
De partij werd in 1956 opgericht onder de naam Movimiento Democrático Pradista (eveneens af te korten als MDP), maar veranderde de naam later naar de huidige naam. De initiatiefnemer van de partij was Manuel Cisneros Sánchez en de leider van de partij Manuel Prado y Ugarteche. Prado was ervoor al president geweest, van 1939 tot 1945, en was dat voor de MDP nogmaals van 1956 tot 1962.
In 1980 was Alejandro Tudela Garland presidentskandidaat voor de MDP. Andere bekend partijlid is de jurist Javier Ortiz de Zevallos.